# Pennines
Die Pennines  [ˈpɛnaɪnz] (dt. auch Penninen) sind ein rund 400 km langes Mittelgebirge in England. Sie verlaufen vom Peak District in den Midlands über Teile von Greater Manchester, die Yorkshire Dales, die West Pennine Moors in Lancashire und die Cumbria Fells zu den Cheviot Hills an der Grenze zu Schottland. Die Pennines werden häufig als das „Rückgrat Englands“ bezeichnet.

## Geologie
Die Pennines entstanden aus einer Reihe geologischer Strukturen, die zusammen eine breite Antiklinale bilden, deren Achse sich in Nord-Süd-Richtung ausdehnt. Es herrschen Kalkstein-Ablagerungen aus dem Karbon vor, die von Sandsteinschichten aus demselben Erdzeitalter überlagert sind. In den North Pennines und im Peak District stößt der Kalkstein an die Oberfläche vor. Die Bloßlegung des Kalksteins führte in den Yorkshire Dales und am White Peak zur Bildung ausgedehnter unterirdischer Höhlensysteme und Wasserläufe, die im Yorkshire-Dialekt als gills und pots bezeichnet werden. Hier finden sich einige der größten Höhlen in ganz England; erwähnenswerte Beispiele sind der Gaping Gill (107 m tief) und der Rowten Pot (111 m tief). Titan im Peak District, der tiefste bekannte Schacht Großbritanniens, ist mit dem Peak Cavern in Derbyshire verbunden, dem größten Höhleneingang des Landes. Die Erosion des Kalksteins führte auch zur Bildung einiger unüblicher geologischer Formationen, dazu gehört die Karren in der Karstlandschaft von Malham Cove. Zwischen Skipton und dem Peak District liegt ein schmaler Gürtel mit freigelegtem grobem Sandstein.

## Geographie
Der höchste Berg der Pennines ist der Cross Fell im östlichen Cumbria mit einer Höhe von 893 m. Weitere bedeutende Berge sind Great Dun Fell (848 m), Mickle Fell (788 m), Whernside (736 m), Ingleborough (723 m), High Seat (710 m), Wild Boar Fell (708 m), Pen-y-ghent (693 m), Kinder Scout (636 m) und Black Chew Head (542 m).
Die Pennines bilden die Hauptwasserscheide in Nordengland. Die Flüsse River Eden, River Ebble, River Irwell und River Mersey fließen nach Westen zur Irischen See. Auf der anderen Seite der Wasserscheide entspringen River Tyne, Tees, Wear, River Swale, River Ure, Nidd, River Calder, Wharfe, River Aire, River Don und River Trent, die in Richtung Osten zur Nordsee fließen.
Obwohl absolut gesehen nicht sehr hoch gelegen, bestehen die Pennines zum großen Teil aus dünn besiedelter, rauer und ausgesetzter Landschaft und gelten als eine der reizvollsten Gegenden Großbritanniens. Die Pennines sind geprägt von einem Wechsel von Hochmooren und fruchtbareren Flusstälern. Zu Füßen des Gebirges liegen bedeutende Städte: östlich Bradford, Leeds und Sheffield, im Westen Manchester. Haupterwerbszweige der Bewohner sind Land- und Viehwirtschaft, Schafzucht, Steinbrüche und Tourismus; hinzu kommen Berufspendler in die umliegenden Städte.
In den Pennines liegen der Peak-District-Nationalpark und der Yorkshire-Dales-Nationalpark; Teile der North Pennines gehören zum Northumberland-Nationalpark. Zusätzlich sind die North Pennines und Nidderdale als Area of Outstanding Natural Beauty (AONB) klassifiziert, ebenso Bowland und Pendle Hill. Großbritanniens ältester Fernwanderweg, der Pennine Way, führt der Länge nach durch das Gebirge.

## Verkehr

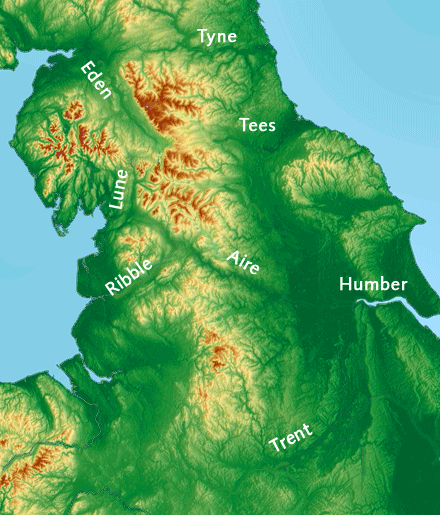
Flüsse an den Pennines

Einige Übergänge ermöglichen den Transitverkehr durch den Gebirgszug. Durch den Tyne Gap zwischen den Pennines und den Cheviot Hills führen die A69 road und die Tyne Valley Line, die Verbindungen zwischen Carlisle und Newcastle upon Tyne herstellen. Wichtigste Querstraße der nördlichen Pennines ist die vierstreifig ausgebaute A66 road mit einem Scheitelpunkt auf 441 m Höhe zwischen Eden Valley in Cumbria und Teesdale im County Durham. Sie folgt dem Verlauf einer ehemaligen Römerstraße durch den Stainmore Gap. Der Aire Gap verbindet Lancashire und Yorkshire über die Täler von Aire und Ribble. Weiter südlich im Calder-Tal verlaufen die A58 road sowie die A646 road zwischen West Yorkshire und Greater Manchester. Die M62 motorway, die Manchester mit Leeds verbindet, ist die höchstgelegene Autobahn Großbritanniens: Bei Windy Hill erreicht sie eine Höhe von 372 m.
Drei Schifffahrtskanäle, die während der industriellen Revolution errichtet wurden, durchqueren die Pennines. Der Huddersfield-Narrow-Kanal zwischen Huddersfield und Manchester verläuft bei Marsden durch den 5,2 km langen Standedge-Tunnel, der somit der längste und höchstgelegene Kanaltunnel Großbritanniens ist. Der Rochdale Canal verbindet Rochdale über Sowerby Bridge und Manchester. Der längste und am nördlichsten gelegene Kanal ist der Leeds and Liverpool Canal mit dem Foulridge-Tunnel, der die Pennines bei Skipton durchquert und Leeds mit Liverpool verbindet.
Die London and North Western Railway erwarb 1847 die Huddersfield and Manchester Railway und baute einen 4,8 km langen, eingleisigen Eisenbahntunnel parallel zum Standedge-Kanaltunnel. Diese Huddersfield Line wird heute von Zügen der Gesellschaften First TransPennine Express und Northern Rail befahren. Zwischen 1869 und 1875 baute die Midland Railway die Bahnstrecke Settle–Carlisle. Sie führt durch die abgelegenen Regionen der Yorkshire Dales und der nördlichen Pennines und gilt als landschaftlich reizvollste Strecke in England; der Betrieb erfolgt durch Northern Rail.

## Name
Es gibt keine Nachweise für den heutigen Namen aus der Zeit vor dem 18. Jahrhundert. Die erste Verwendung von Pennines findet sich in De Situ Britanniae aus dem Jahr 1757. Das Buch enthielt einen angeblichen Bericht eines römischen Generals, das als Manuskript eines Mönchs des 14. Jahrhunderts, Richard of Cirencester, die Zeit überdauert haben soll und über ein Jahrhundert lang als Primärquelle über das römische Britannien galt. In Wahrheit war es eine Fälschung durch Charles Bertram, einen in Kopenhagen lebenden Engländer. 1853 (nach der Enttarnung) zählte Arthur Hussey mehrere Namen in De Situ Britanniae auf, die er in älteren Quellen nicht finden konnte, darunter auch die Pennines. Obwohl der Name eine neuzeitliche Erfindung ist, war er mittlerweile in den allgemeinen Sprachgebrauch übergegangen und hat sich bis heute gehalten.
2004 lieferte George Redmonds eine moderne Einschätzung. Er konstatiert das Fehlen jeglicher etymologischer Angaben zum Namen Pennines selbst in seriöser Literatur über die Gegend, darunter anerkannte Publikationen über den Ursprung von Ortsnamen in Derbyshire und Lancashire. Laut Redmonds beruhe dieses Schweigen auf einer allgemeinen Akzeptanz unter Gelehrten, dass der Name auf der Fälschung von Bertram basiert. Der Vergleich mit dem italienischen Apennin sei aber schon lange vorher belegt, mindestens seit William Camden, einem Historiker des elisabethanischen Zeitalters. Bertram habe lediglich die Inspiration von Camden aufgegriffen und popularisiert.
Der Name Pennines sei wohl deswegen bereitwillig akzeptiert worden, weil er an Bezeichnungen kumbrischen Ursprungs wie Pen-y-ghent in Yorkshire erinnere. Die am weitesten verbreitete Theorie zur Wortherkunft des italienischen Apennin lautet, dass sie auf das keltische penn zurückgeht, das „Hügel“ oder „Berg“ bedeutet. Der kroatische Linguist Ranko Matasović rekonstruierte die proto-keltische Wurzel bando (Gipfel, Spitze), die er als nicht-indoeuropäischen Ursprungs betrachtet.